# ديك باركر (لاعب كرة قدم أمريكية)
ديك باركر (بالإنجليزية: Dick Barker)‏ هو لاعب كرة قدم أمريكية أمريكي، ولد في 6 يناير 1897 في سيداليا في الولايات المتحدة، وتوفي في 17 ديسمبر 1964 في ولاية كوليج في الولايات المتحدة.